# Jaime Peñaloza
Jaime Antonio Peñaloza Sánchez, noto semplicemente come Jaime Peñaloza (3 maggio 1997), è un giocatore di calcio a 5 panamense, campione nordamericano con la nazionale panamense nel 2024.

## Carriera
Peñaloza ha vinto, con la Nazionale maschile di calcio a 5 di Panama, il CONCACAF Futsal Championship 2024, venendo premiato come miglior portiere del torneo. Si tratta del primo titolo nordamericano conquistato dalla selezione panamense. Peñaloza ha inoltre partecipato a due edizioni della Coppa del Mondo.

## Palmarès
- CONCACAF Futsal Championship: 1
Nicaragua 2024